# Aleksandr Markow
Aleksandr Trofimowicz Markow (ros. Александр Трофимович Марков, ur. 1877, zm. 1935 w Moskwie) – rosyjski działacz komunistyczny, radziecki działacz partyjny.

## Życiorys
Od 1898 działacz SDPRR, od 1918 przewodniczący Komitetu Wykonawczego Oriechowo-Zujewskiej Rady Powiatowej, potem do 1922 sekretarz Komitetu Powiatowego RKP(b) w Sierpuchowie, 1922-1929 przewodniczący KC Związku Włókniarzy i członek Prezydium Wszechzwiązkowej Centralnej Rady Związków Zawodowych. Od 31 maja 1924 do 26 czerwca 1930 zastępca członka KC RKP(b)/WKP(b), 1930-1934 członek Zarządu Państwowego Trustu Bawełnianego, pracownik Moskiewskiego Sownarchozu.